# ウィドゥ・スタイル
株式会社ウィドゥ・スタイルは、大阪府豊中市に本社を置く日本の家具メーカーである。ダイニングテーブル・チェア・鏡台・ベッドフレーム・マットレス・学習机等の木製家具を取り扱う。
旧商号は大塚家具製造販売株式会社（おおつかかぐせいぞうはんばい、Otsuka Furniture MS Co., Ltd.）で、大塚グループ傘下の大塚化学の完全子会社だったが、2016年3月31日付でMBOにより大塚グループを離脱し、2017年4月1日に株式会社ウィドゥ・スタイルへと商号を変更した。
前身は1966年設立の大塚家具工業株式会社で、「防虫ダンス」「らくらくタンス」「大塚のオレンジチェア」等の商品を販売した。1984年に大塚化学薬品（現・大塚化学）と合併し同社家具事業部となった後、2002年に同社の持株会社化に伴い再分離された。
1972年にはカーペットや人工芝を生産していた大塚ポリケミカル株式会社を合併したが、2007年に人工芝部門を大塚ターフテックとして再分離した。なお、同社は2014年に大塚化学の子会社となっている。
旧社名が酷似していた大手家具小売業の大塚家具（IDC。現在はヤマダデンキの店舗ブランドの一つ）とは資本・業務関係は一切なかった。また、大手OA機器販売会社の大塚商会とも全く資本・業務関係がない。